# Nansha, Nansha
Nansha (kinesiska: 南沙) är ett stadsdelsdistrikt (jiedao) i sydöstra Kina. Det ligger i stadsdistriktet Nansha i provinshuvudstaden Guangzhou i provinsen Guangdong,  omkring 48 kilometer sydost om centrala Guangzhou. Antalet invånare är 112 151. Befolkningen består av 49 328 kvinnor och 62 823 män. Barn under 15 år utgör 10,0 %, vuxna 15-64 år 86 %, och äldre över 65 år 3,0 %.